# Жельовиці
Жельовиці (пол. Żelowice) — село в Польщі, у гміні Кондратовиці Стшелінського повіту Нижньосілезького воєводства.
Населення — 223 особи (2011).

## Демографія
Демографічна структура станом на 31 березня 2011 року:
|          | Загалом | Допрацездатний вік | Працездатний вік | Постпрацездатний вік |
| -------- | ------- | ------------------ | ---------------- | -------------------- |
| Чоловіки | 110     | 26                 | 80               | 4                    |
| Жінки    | 113     | 31                 | 67               | 15                   |
| Разом    | 223     | 57                 | 147              | 19                   |